# Abraham Gottlob Werner
Abraham Gottlob Werner, född 25 september 1749 i Wehrau i Oberlausitz, död 30 juni 1817 i Dresden, var en tysk mineralog och medverkare till grundläggningen av geognosin som vetenskap.
Werner var son till en bruksinspektor samt hade i unga år en tid själv anställning vid ett bruk. Efter studier vid Bergsakademien i Freiberg (1769) och vid Leipzigs universitet (sedan 1771) utnämndes han 1775 till lärare i mineralogi och bergsvetenskap vid ovannämnda bergsakademi samt innehade denna lärarbefattning till sin död.
Werner skilde mineralogin från geognosin, vilken senare vetenskap han började föreläsa 1785. Werners betydelse var framför allt att han införde system i geognosin, men i frågan om bergarternas bildning gick han till överdrift i sina neptunistiska åsikter, varför hans teorier senare i många avseenden måste betydligt modifieras. Werners författarskap var inte särskilt omfattande, men många av hans lärjungar skrev, huvudsakligen efter hans föreläsningar, framställningar av hans teorier. Han var dock en av de tidiga forskare som hävdade att jordens ålder var betydligt större än man tidigare trott, Werner själv gissade på en miljon år.
Werner kallades 1810 till ledamot av svenska Vetenskapsakademien. I Freibergs park restes 1851 en minnesvård över honom.

## Verk (urval)
- Kurze Klassifikation und Beschreibung der Gebirgsarten (1787)
- Neue Theorie über die Entstehung der Gänge (1791)
- översatte Axel Fredrik Cronstedts "Försök till mineralogi" ("Versuch einer Mineralogie", 1780)